# Чэрнс, Абрахам
Абрахам Чэрнс (англ. Abraham Charnes; 3 сентября 1917 — 19 декабря 1992 США) — американский математик, работавший над исследованием операций. Чэрнес опубликовал более двухсот научных статей и написал семь книг.

## Биография
В 1938 году Чэрнс получил степень бакалавра наук, ещё через год степень магистра и доктора философии в Иллинойсском университете в Урбане-Шампейне. Абрахам Чэрнс работал преподавателем в Университете Карнеги — Меллон, Университете Пердью, Северо-Западном университете и Техасском университете в Остине с 1968 года.
В 1975 году Чэрнс номинировался на Нобелевскую премию по экономике. В 1982 году он и ещё двое математиков Уильям Вагер Купер и Ричард Даффин были награждены теоретической премией фон Неймана. В 1989 году Абрахам получил премию Гарольда Ларндера от Канадского математического общества исследований операций. Его с Уильямом Купером наградили премией INFORMS 2006 года. Абрахам Чэрнс был награждён медалью за «Выдающиеся заслуги перед общественностью» от ВМС США.

## Награды
- Теоретическая премия фон Неймана (1982)
- Премия Гарольда Ларндера (1989)[6]

## Книги
- А. Чэрнс. Международная серия исследований операций и управления. — М.: Главная редакция физико-математической литературы, 2011. — Т. 1. — С. 325—342. — 18 с.
- Ф. Я. Филлипс, Д. Д. Руссо. Системы и управленческая наука по экстремальным методам. — 1992 ed. — Баку: Kluwer Acabemic Publishers, MAUnited States, 1992. — Т. 2. — С. 580. — ISBN 079239139X.
- А. Чэрнс. Анализ обхвата данных. — 1995 ed. — Киев: Kortingboeken.nl, 1995. — Т. 1, 2, 3, 4. — ISBN 9780792394792.
- А. Чэрнс. Экстремальные методы и системный анализ. — 1980 ed. — Киев: Springer-Verlag Berlin, Heidelberg GmbH & Co. KG, 1980. — Т. 1, 2, 3, 4. — С. 550. — ISBN 9783540097303.